# James Peale
James Peale (1749 – 24 de mayo de 1831) fue un pintor estadounidense, principalmente conocido por sus miniaturas y bodegones, y hermano menor del notable pintor Charles Willson Peale.

## Biografía
James Peale nació en Chestertown, Maryland, siendo el segundo hijo, después de Charles, de la pareja formada por Charles Peale (1709-1750) y Margaret Triggs (1709-1791). Su padre murió cuando él era un niño y la familia se trasladó a Annapolis. En 1762 comenzó a trabajar como aprendiz, primero en un taller de artículos de talabartería y más tarde en otro de fabricación de armarios. Después de que su hermano Charles regresara de Londres en 1769, donde había estudiado con Benjamin West, Peale trabajó como su asistente y aprendió a pintar.
Peale trabajó en el estudio de su hermano hasta el 14 de enero de 1776, cuando aceptó un puesto de estandarte en el Ejército Continental, en el regimiento de William Smallwood. En apenas tres meses fue ascendido a capitán y durante los tres años siguientes participó en las batallas de Long Island, White Plains, Trenton, Brandywine, Germantown, de Princeton y de Monmouth. Renunció a su puesto en el ejército en 1779 y se trasladó a Filadelfia a vivir con su hermano. Sin perjuicio de ello, volvió a realizar una importante colaboración con el ejército en 1788 dirigiendo la flota de Filadelfia en la Procesión Federal que se llevó a cabo en honor de la recién elaborada Constitución de los Estados Unidos.

## Matrimonio

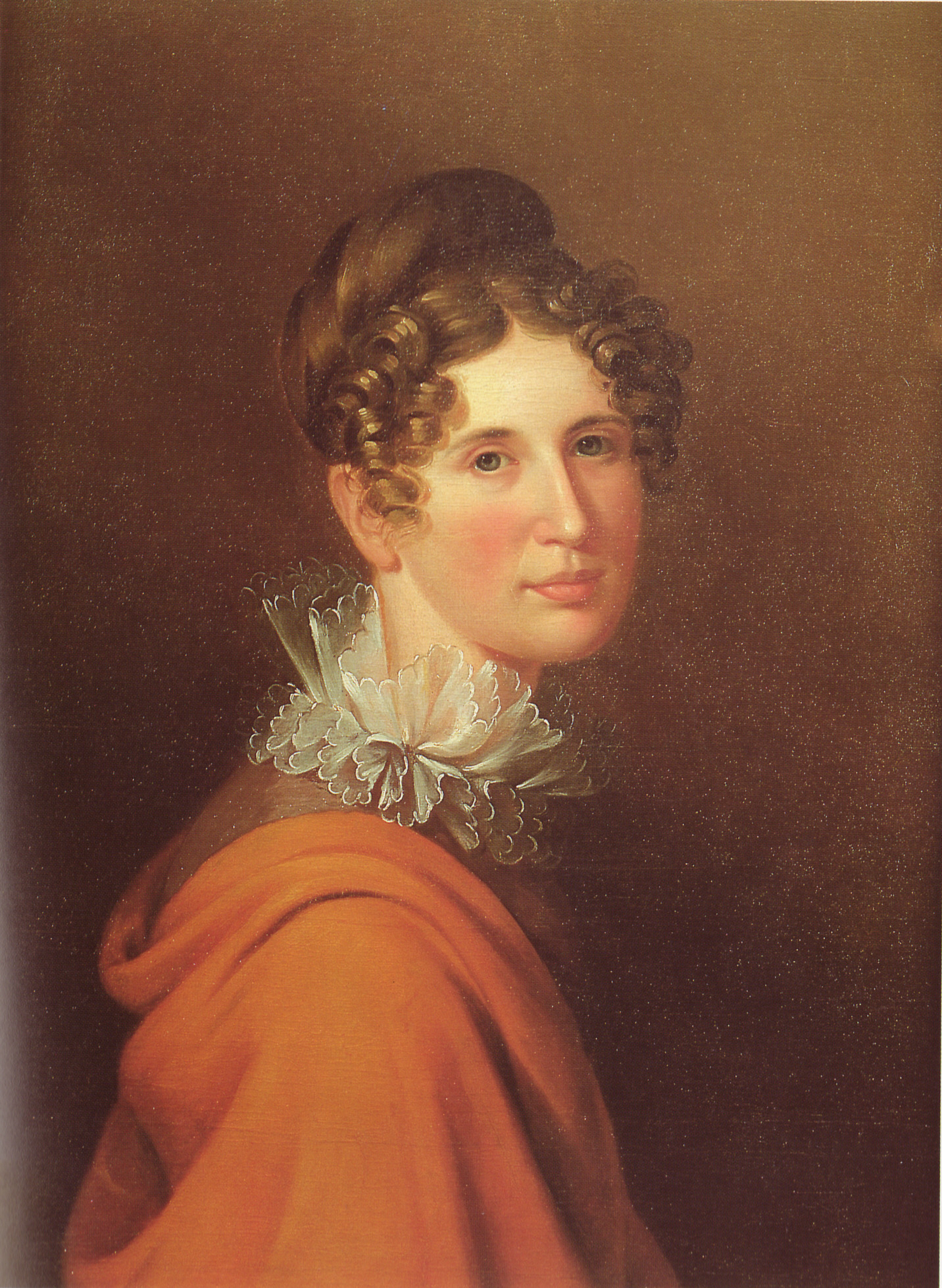
Margaretta Angelica Peale, una de las hijas del pintor

En 1782 contrajo matrimonio con Mary Claypoole (1753-1828), hija de James Claypoole (1721-1784) y hermana del retratista James Claypoole Jr (ca 1743-1822), tras lo cual estableció su propio hogar y su carrera artística. Tuvieron seis hijos: James Peale, Jr.; Anna Claypoole Peale Duncan; Margaretta Angelica Peale; Sarah Miriam Peale; Maria Peale; y, Sophinisba Peale.
Tres de sus seis hijos se convirtieron en pintores reconocidos: Anna Claypoole Peale (1798-1871), como miniaturista y pintora de bodegones; Margaretta Angelica Peale (1795-1882), como pintora de trampantojos y bodegones; y Sarah Miriam Peale (1800-1885), como retratista y también pintora de bodegones. Su hija Maria Peale también se convirtió en pintora de bodegones, aunque obtuvo un menor reconocimiento que sus hermanas.

## Carrera

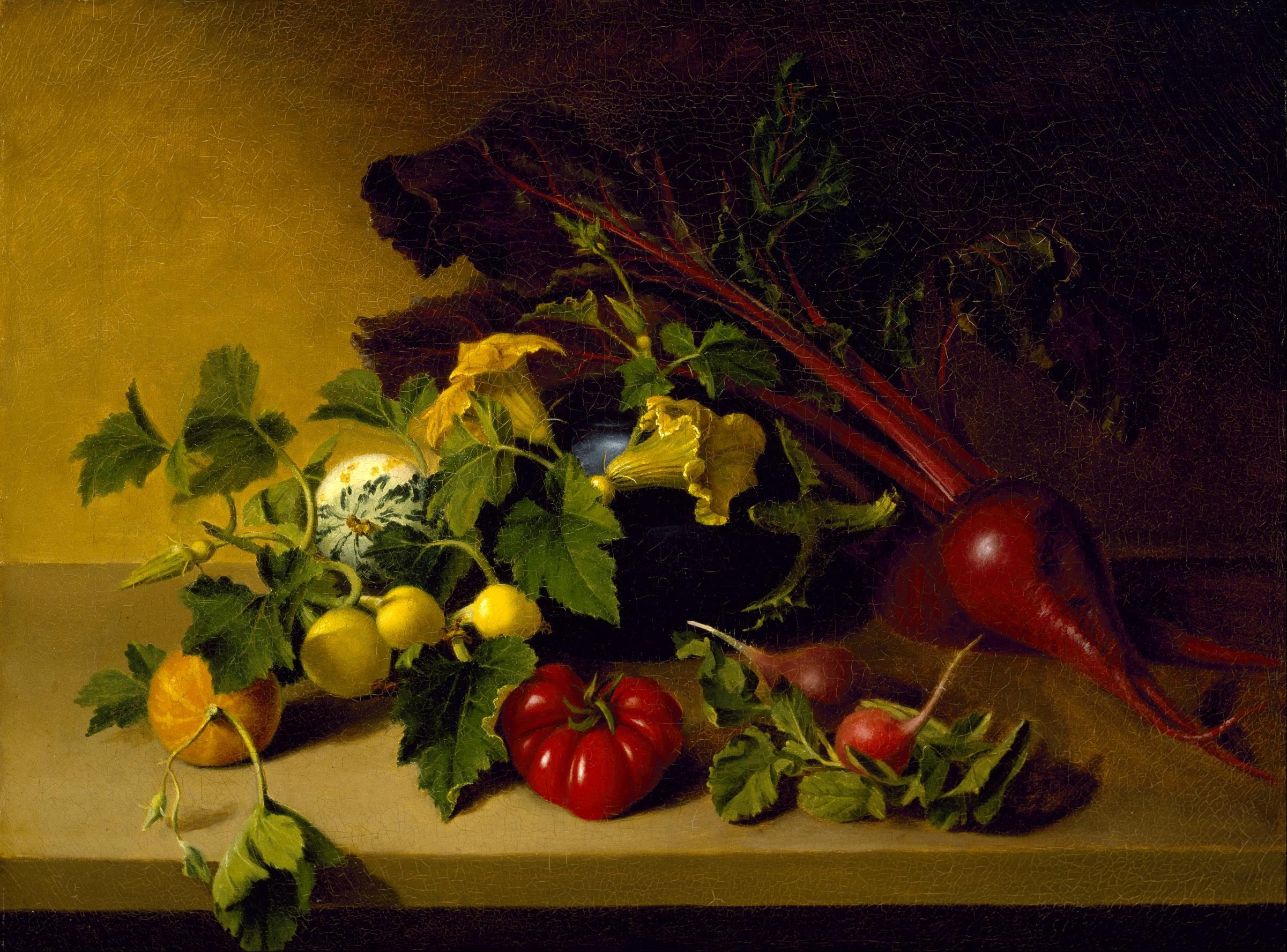
Bodegón con verduras

En el comienzo de su carrera Peale fue pintor de retratos y bodegones y a mediados de la década de 1780 ya había alcanzado una cierta reputación. Aproximadamente en esa época, sin embargo, Charles comenzó a practicar con la miniatura de su propio retrato y a lo largo de la década de 1790 y comienzos del nuevo siglo, Peale se dedicó a la pintura en miniatura. Muchos de estos nuevos trabajos los realizó en acuarela sobre marfil. En 1795 Peale exhibió un bodegón de frutas junto con nueve miniaturas y su retrato de familia en el Columbianum, una Academia de arte de vida efímera de Filadelfia. Alrededor de 1810, y a raíz de sus problemas de vista, Peale abandonó la pintura de miniaturas y se dedicó a los grandes retratos y a los bodegones, dando lugar a obras que fueron muy admiradas y frecuentemente expuestas en Filadelfia, Boston y Baltimore.
Se desconoce el número total de paisajes pintados por Peale, pero sí se sabe que realizó más de 200 miniaturas de acuarelas sobre marfil, unos 100 bodegones, algo menos de 70 retratos al óleo y, al menos, 8 cuadros de tema histórico.

## Fallecimiento
Peale murió en Filadelfia el 24 de mayo de 1831 y está enterrado en el cementerio la Iglesia de Gloria Dei (Old Swedes'), junto con su esposa y seis hijos.

## Galería

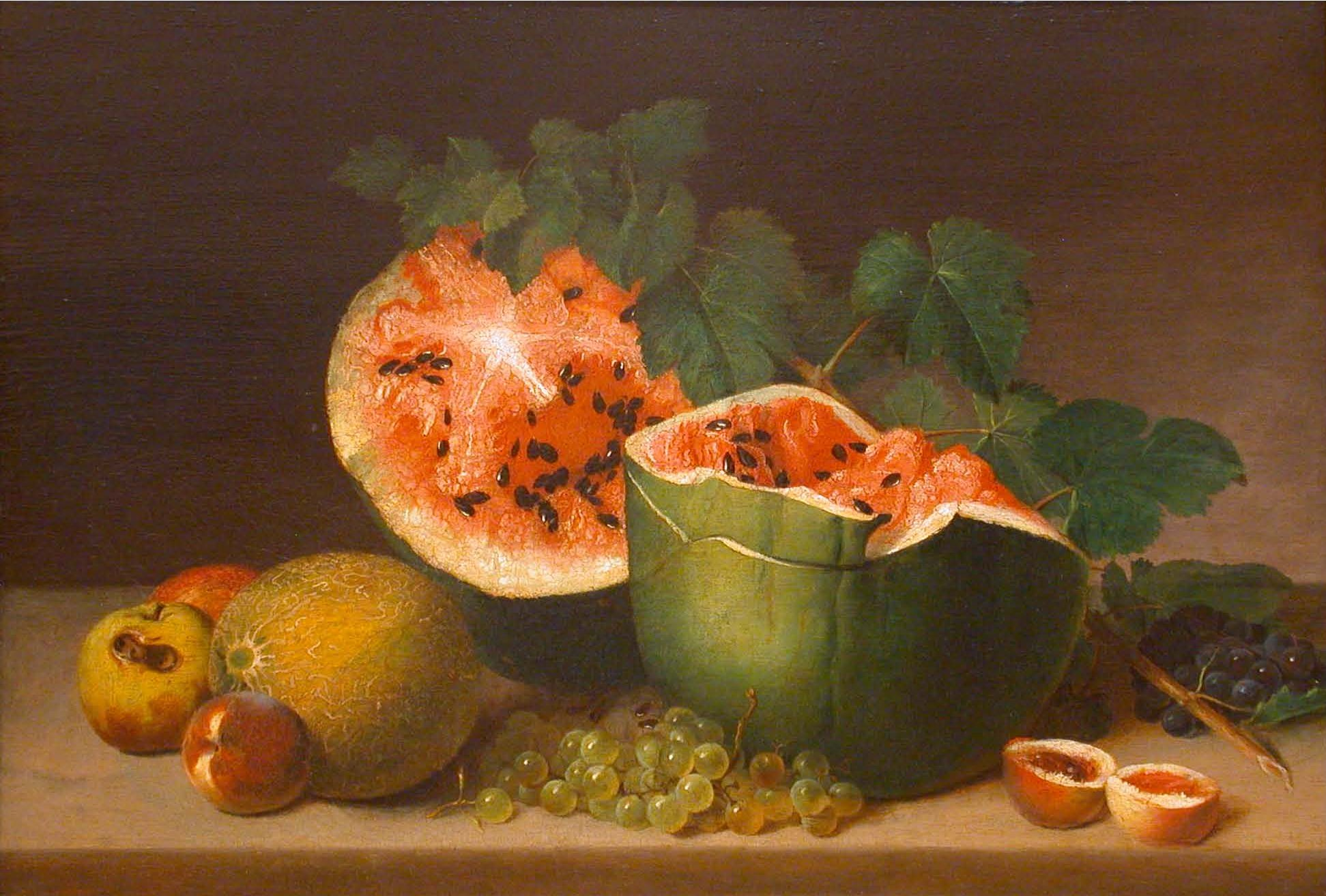
Bodegón, óleo sobre madera, de James Peale, c. 1824, Museo de arte de Honolulu
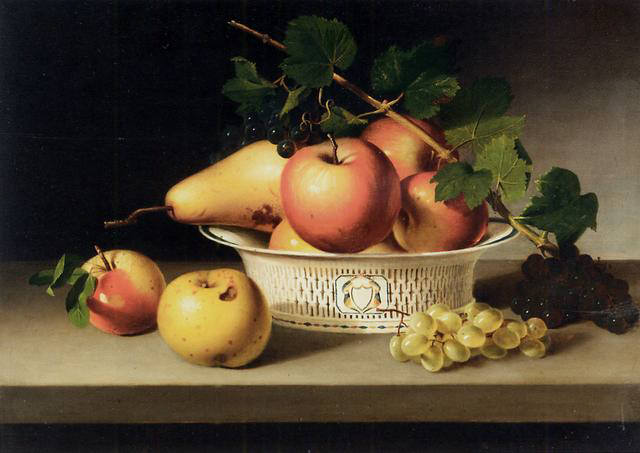
Frutas de otoño, pintura al óleo de James Peale
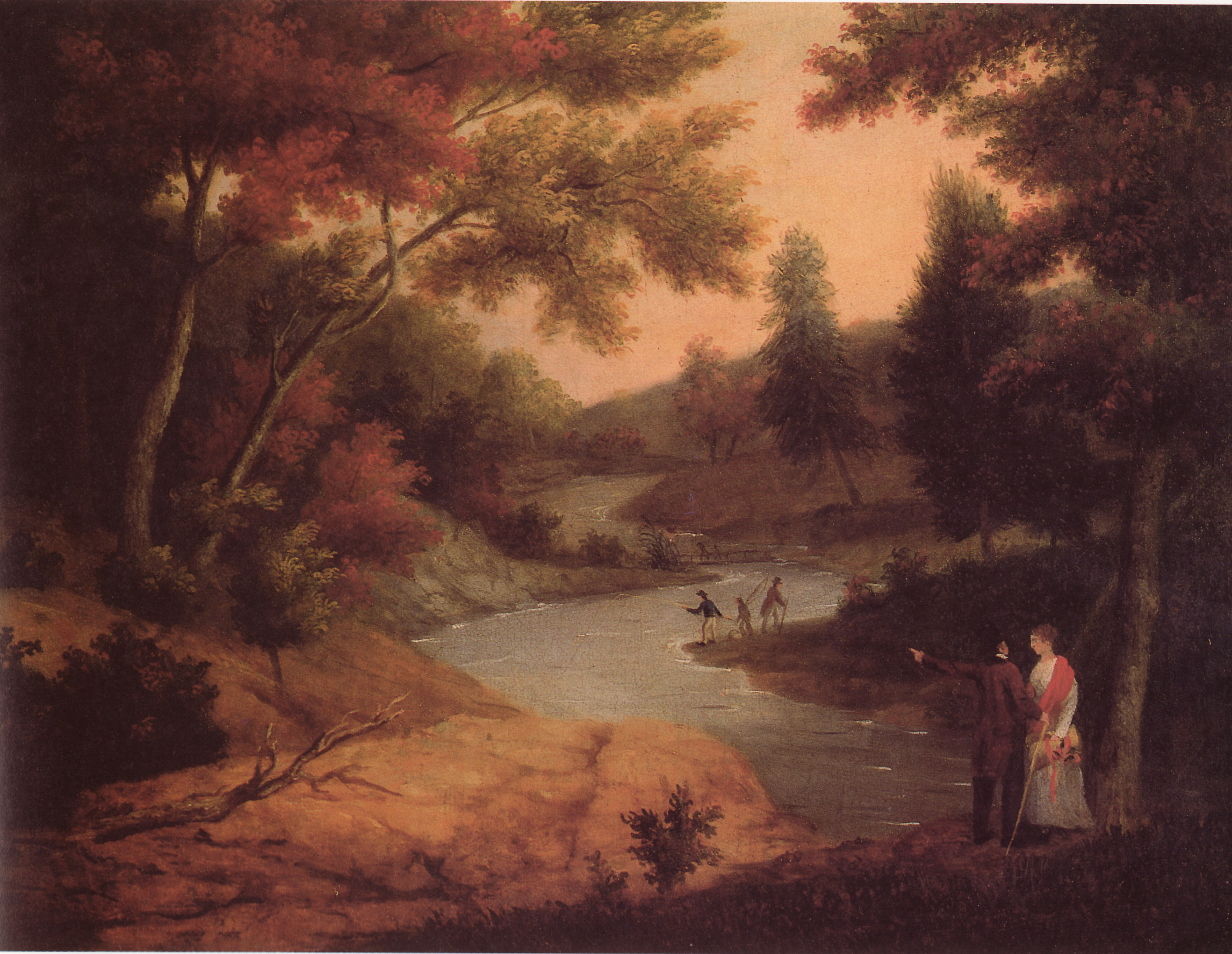
Vista del Wissahickon
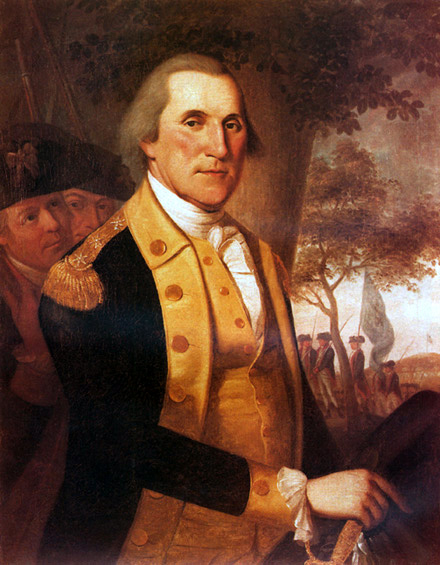
Retrato de George Washington
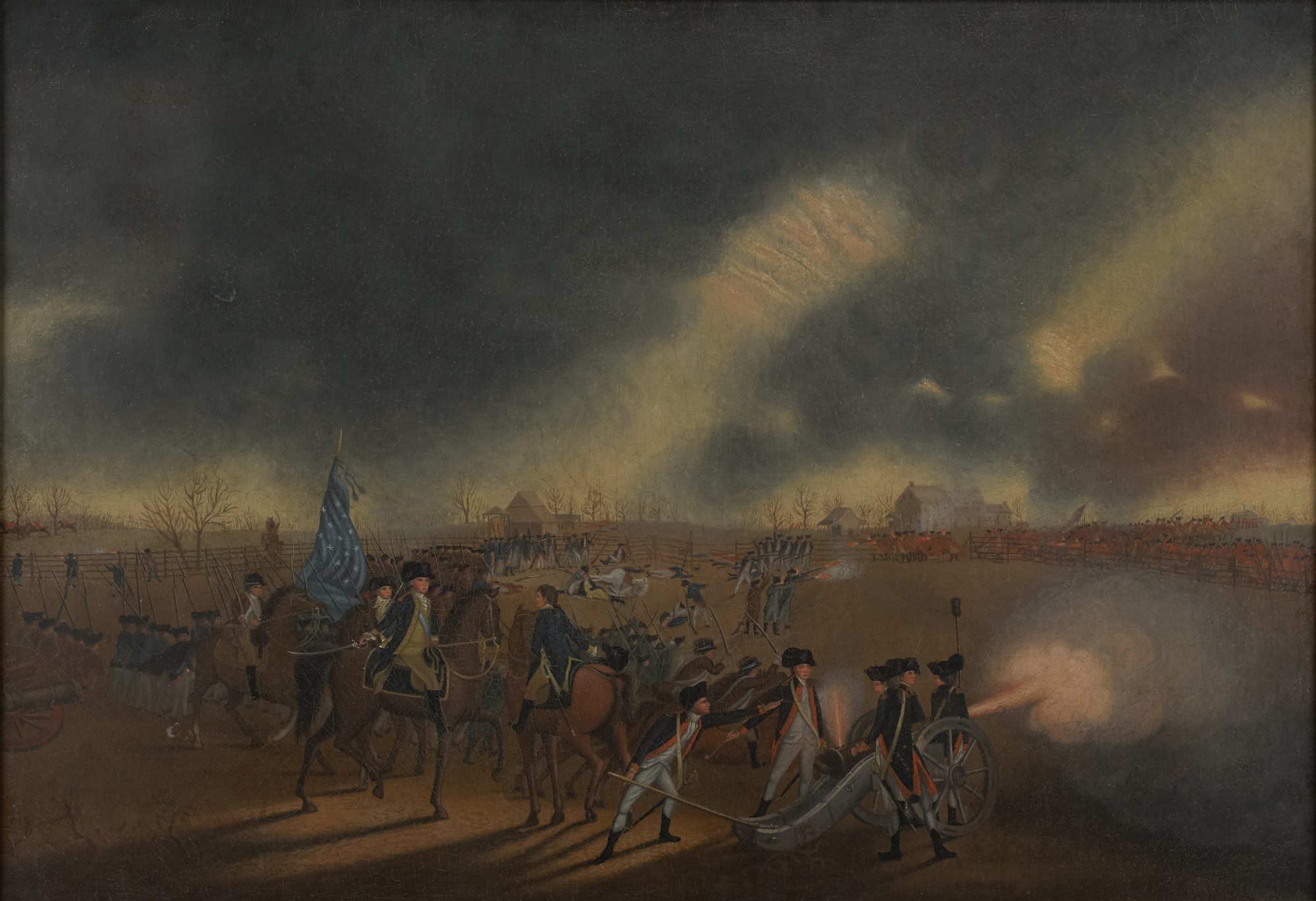
La batalla de Princeton, 1782
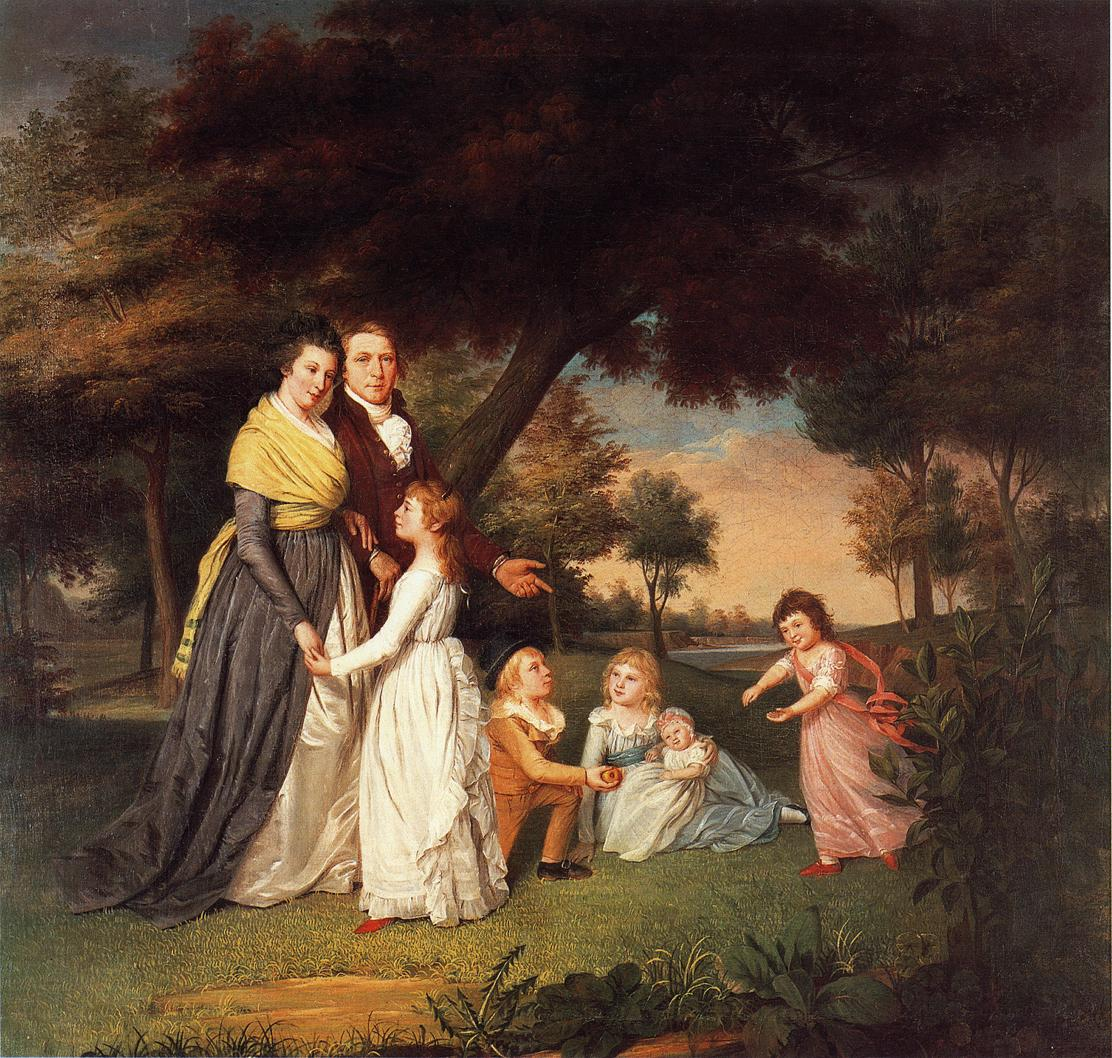
El artista y su familia, 1795. Pennsylvania Academy of the Fine Arts
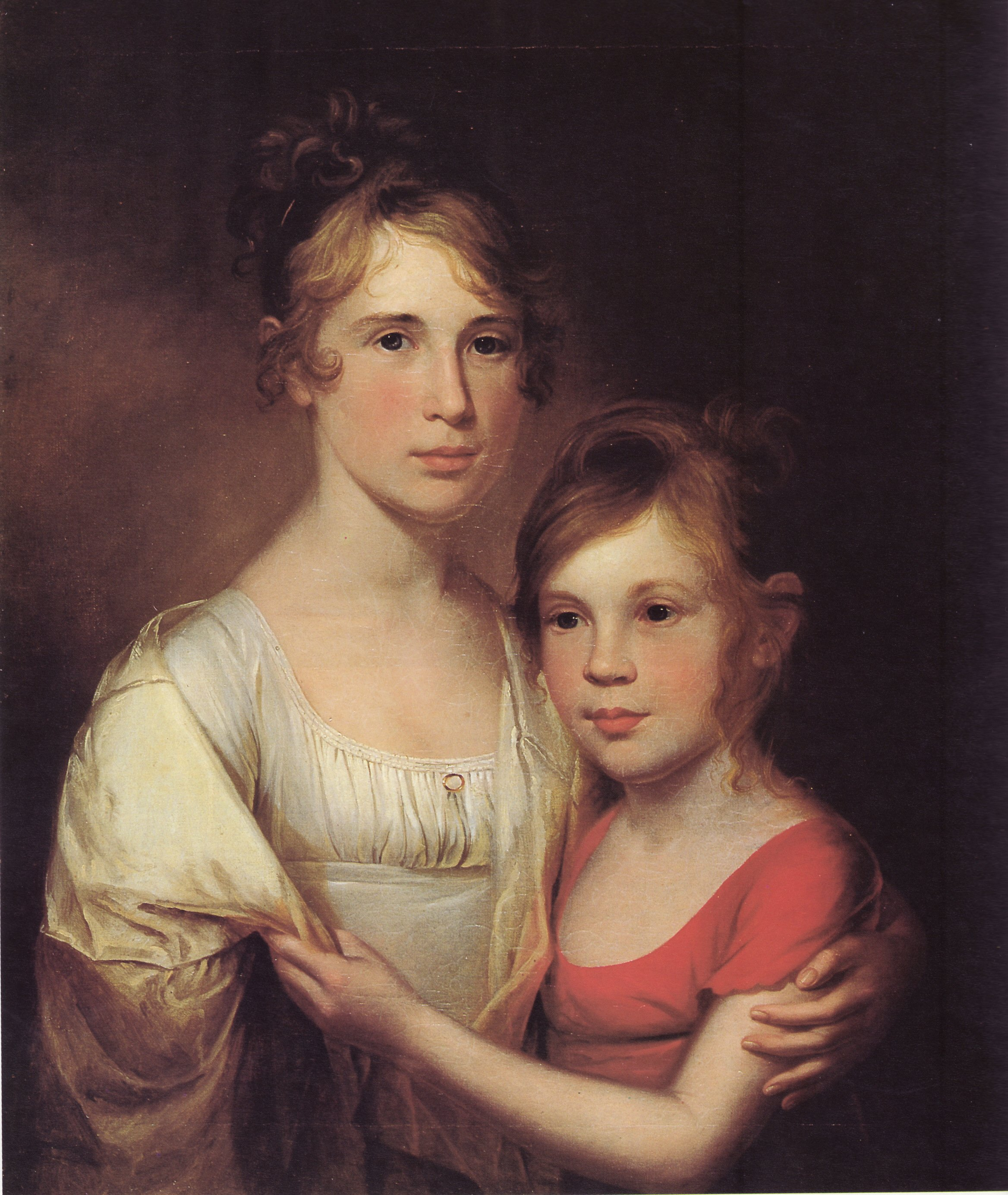
Anna y Margaretta Peale
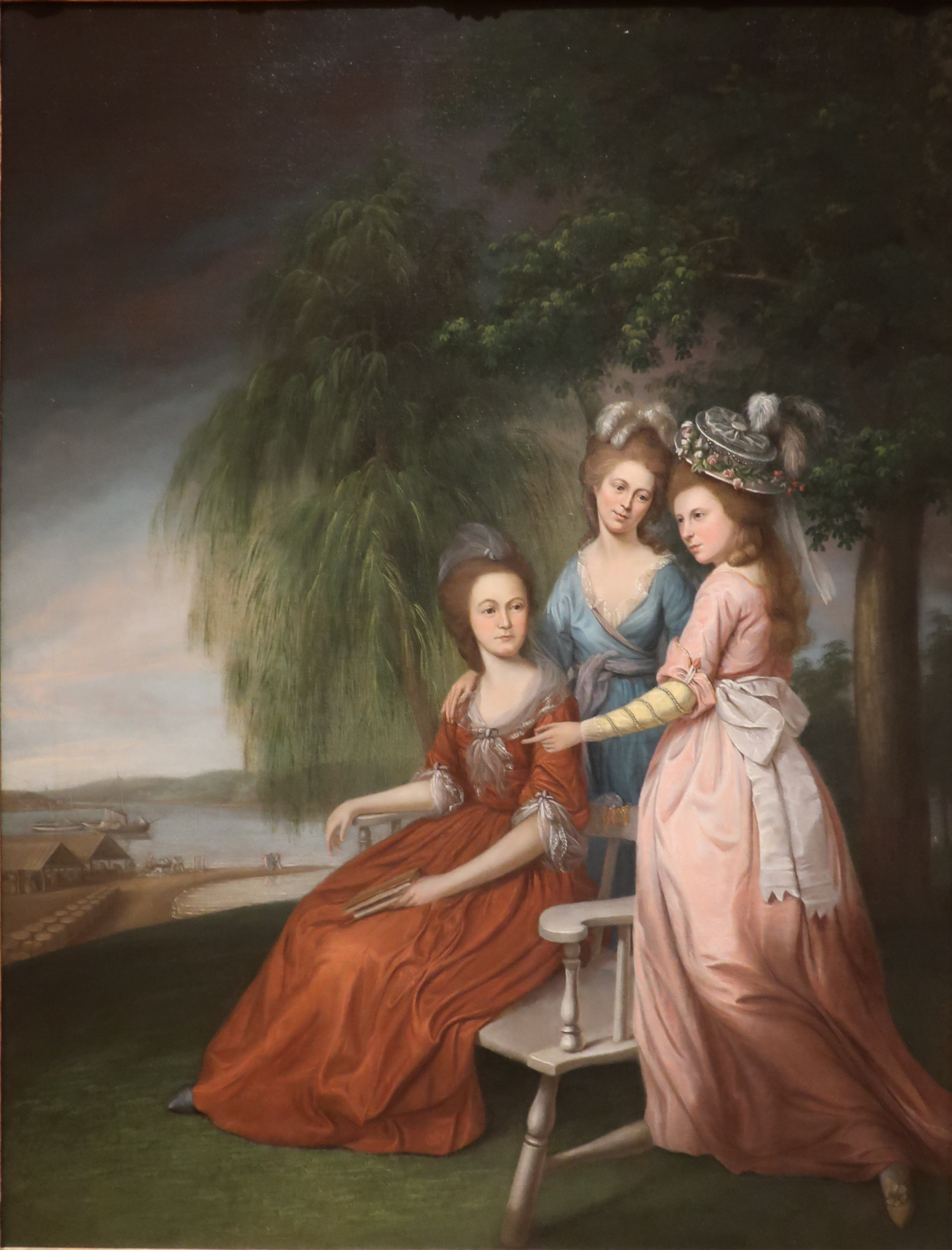
La familia Ramsay-Polk en Carpenter’s Point, Cecil County, Maryland
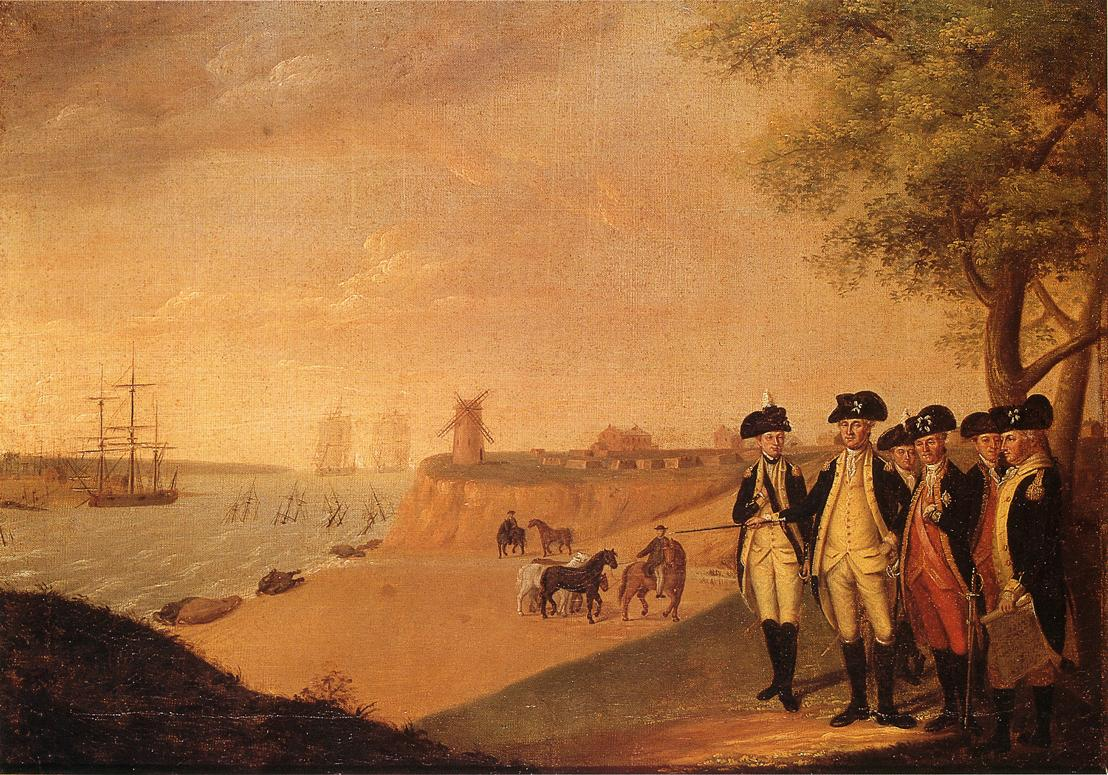
Los generales en Yorktown, Colonial Williamsburg Foundation
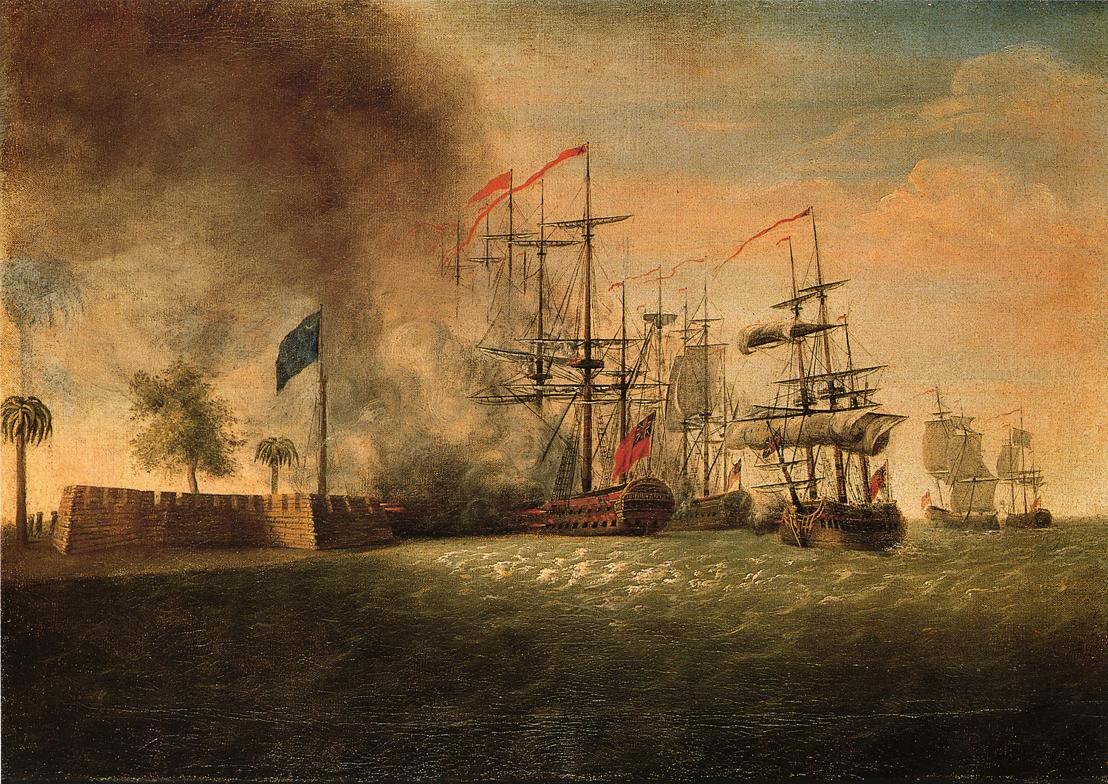
El ataque de Sir Peter Parker contra Fort Moultrie, Colonial Williamsburg Foundation
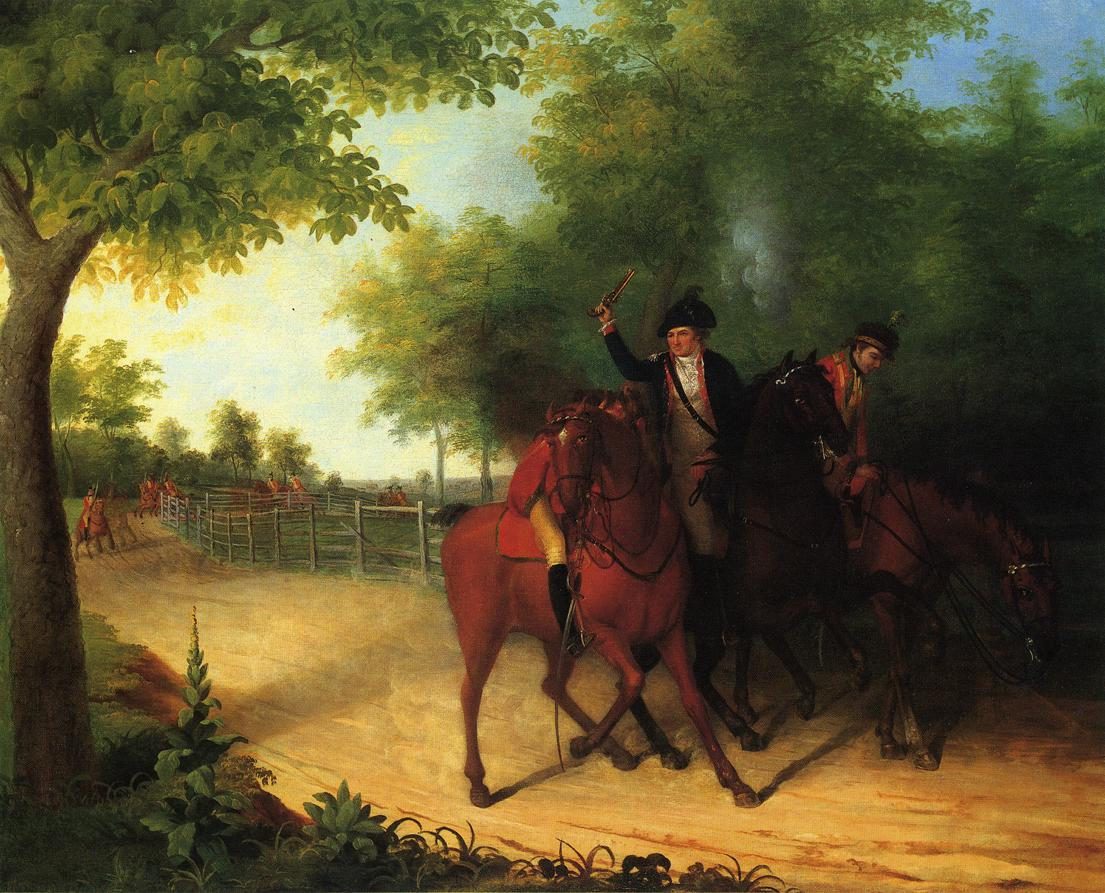
La emboscada del Capitán Allan McIane, 1803, Utah Museum of Fine Arts
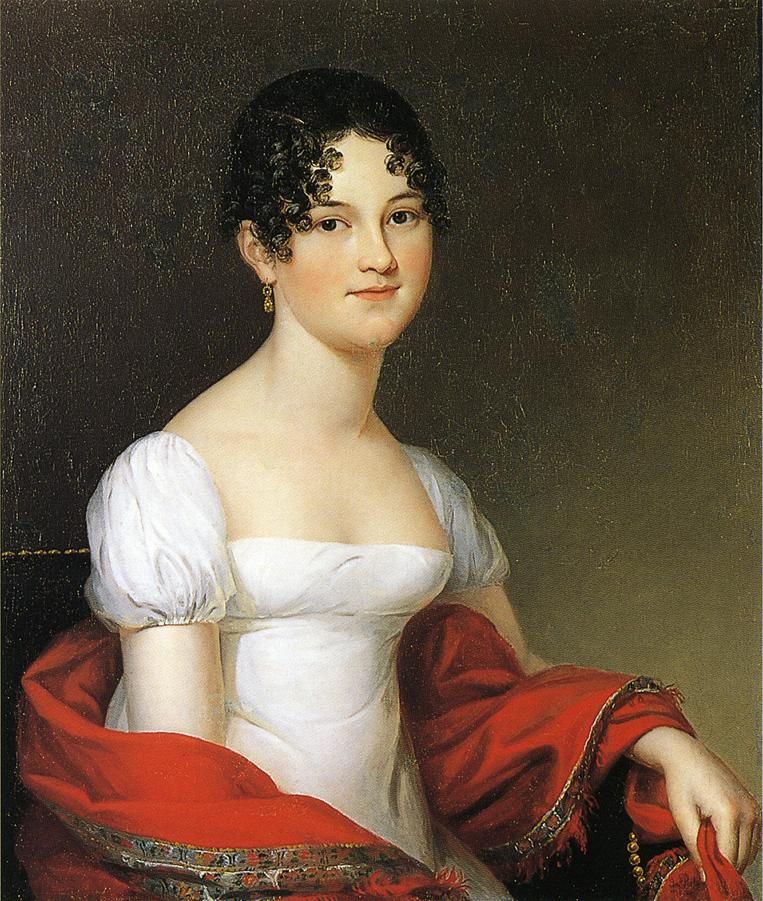
Anna Sophia Alexander Robertson (Mrs. William Theberton), 1816
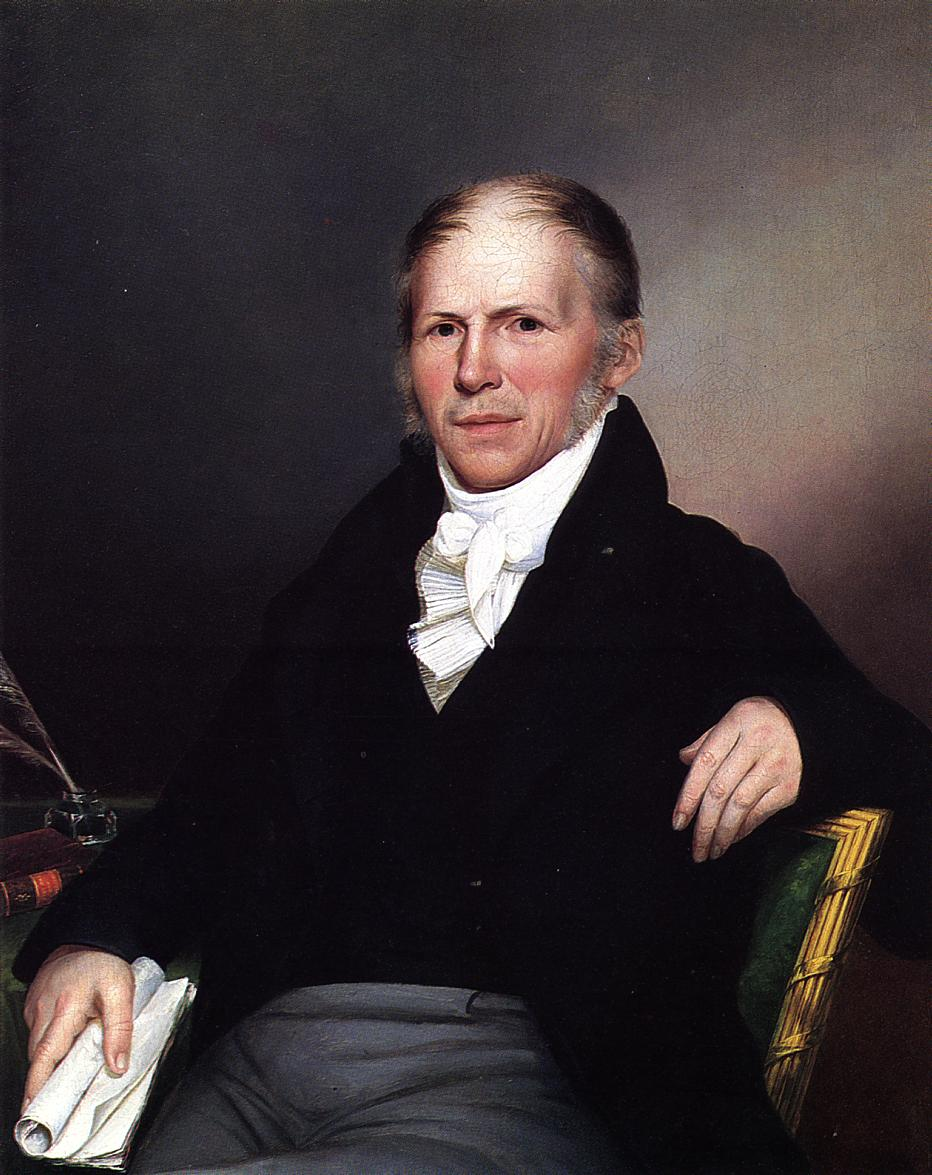
Retrato de William Young, 1817